# Sant Just (Serrateix)
Sant Just és una masia de Serrateix, al municipi de Viver i Serrateix (Berguedà), inclosa en l'Inventari del Patrimoni Arquitectònic Català. La masia disposa d'una capella pròpia, coneguda com a Ermita de Sant Just i Sant Pastor.

## Masia
Masia d'estructura clàssica coberta a dues vessants i amb el carener perpendicular a la façana principal, orientada a migdia. En aquesta mateixa façana s'hi obre una àmplia galeria d'arcs de mig punt, sostinguts per pilars de secció quadrada, i tres grans arcs de mig punt a la planta baixa. Aquesta façana correspon a l'ampliació del segle xviii d'una masia construïda a finals del segle xvii o començaments del xviii. Prop de la casa hi ha unes tines excavades a la roca.
Les notícies històriques de la masia de Sant Just es remunten al segle xiv com una de les propietats del monestir de Santa Maria de Serrateix. L'any 1553 Bernat Sancjust és esmentat en el Fogatge i el 1649 Valentí Sanct Just confessava tenir pel monestir de Serrateix 195 jornals de terra i la masoveria de Vilardeví. D'aquesta masia era fill l'abat Francesc Santjust (1566-1593). L'edifici actual, però, és una construcció del segle xvii, ampliat al segle xviii.

## Ermita
L'Ermita de Sant Just i Sant Pastor, inclosa també en l'Inventari del Patrimoni Arquitectònic Català amb el núm. 3779, és la capella de la masia Sant Just, d'una sola nau, i dedicada a sant Just i a sant Pastor, però coneguda pel nom de Sant Just. La façana principal, amb la porta principal allindanada, es troba a migdia. Una petita sagristia s'obrí al mur sud en època posterior. Als peus de l'església s'aixeca un petit cor, il·luminat per un òcul circular. La capçalera és coberta amb volta apuntada.
La capella data del segle xvii i l'ampliació de la sagristia és una construcció que data de 1809. No obstant això, sembla que l'església es construí sobre els fonaments d'una anterior.